# Georges Milh
Georges Milh, né le 2 mai 1891 à Bordeaux et mort le 4 janvier 1978 à Blaye, est un homme politique français.

## Détail des fonctions et des mandats
Mandat parlementaire
- 22 août 1951 - 19 juin 1955 : Sénateur de la Gironde